# Faljonki járás

A Faljonki járás a Kirovi területen

A Faljonki járás (oroszul: Фалёнский район) Oroszország egyik járása a Kirovi területen. Székhelye Faljonki.

## Népesség
- 1989-ben 17 756 lakosa volt.
- 2002-ben 14 713 lakosa volt.
- 2010-ben 11 138 lakosa volt, melyből 10 264 orosz, 550 udmurt.